# Michel IV Autorianos
Michel IV Autorianos ou Autoreianos (en grec : Μιχαήλ Ἀυτωρειανός) est le patriarche de Constantinople résidant à Nicée, entre 1208 et 1214, date de sa mort.

## Biographie
Michel a reçu une bonne éducation et fait partie du cercle littéraire d'Eustathe de Thessalonique. Il a progressé dans la hiérarchie ecclésiastique pour atteindre le poste de megas sakellarios lors du siège de Constantinople en 1204. En 1208, il est nommé patriarche par Théodore Ier Lascaris pour succéder à Jean X, mort en 1206. À cette date, Lascaris a établi l'Empire de Nicée en Asie Mineure pour succéder à l'Empire byzantin depuis que Constantinople est aux mains des Latins. Il tente d'appeler Jean X à le rejoindre mais celui-ci refuse en raison de son âge.
Peu de temps après sa nomination, Michel couronne Théodore comme empereur (Théodore s'était déjà proclamé empereur en 1205). Contrairement aux habitudes de ses prédécesseurs, il promet l'absolution de leurs péchés aux soldats qui combattent pour la restauration de l'Empire byzantin. Toutefois, cette pratique ne dure pas. Michel meurt à Nicée le 26 août 1214.